# La toilette
La toilette es un cuadro del pintor francés Henri de Toulouse-Lautrec. Está realizado al óleo sobre cartón. Mide 67 cm de alto y 54 cm de ancho. Fue pintado en 1889, encontrándose actualmente en el Museo de Orsay, París, Francia.
Es un cuadro tomado del natural, en uno de aquellos prostíbulos que el artista visitaba y en los que pasaba muchas horas del día. El encuadre es fotográfico, con evidente acento en el punto de vista en picado, de arriba hacia abajo.
La modelo, los pobres objetos de la ambientación recuerdan a Degas, del que Toulouse-Lautrec se consideraba un continuador ideal. La intimidad femenina le atrae del mismo modo que a Degas, como puede verse en esta obra y otras análogas de la misma época: Mujer peinándose (1891), Mujer que se estira la media (1894) o En el aseo (1898).
Los colores son utilizados con parsimonia, en algunos puntos aflora el color del cartón que sirve de fondo. Las intuiciones impresionistas se superan en este cuadro, gracias a las sugerencias realistas próximas a Van Gogh.
Los colores son fríos y luminosos. La pincelada es vigorosa. Produce la sensación de cuadro inacabado, de boceto.